# Понятовский, Анджей
Анджей Понятовский (пол. Andrzej Poniatowski, 28 сентября 1734 — 3 марта 1773, Вена) — князь Священной Римской империи (1765), камергер (подкоморий) австрийского двора (с 1758 года), генерал-лейтенант (1760) и фельдмаршал (1771) австрийской армии.

## Биография
Представиль магнатского рода Понятовских герба Циолек. Пятый сын воеводы мазовецкого и каштеляна краковского Станислава Понятовского (1676—1762) и Констанции Чарторыйской (1696—1759). Младший брат Станислава Понятовского (1732—1798), последнего короля Речи Посполитой (1764—1795).
С молодости Анджей Понятовский служил в австрийской армии, во время Семилетней войны с Пруссией был инспектором пехоты. В 1758 году получил должность подкомория (камергера) при австрийском дворе. В 1760 году Анджей Понятовский стал генерал-лейтенантом австрийской армии.

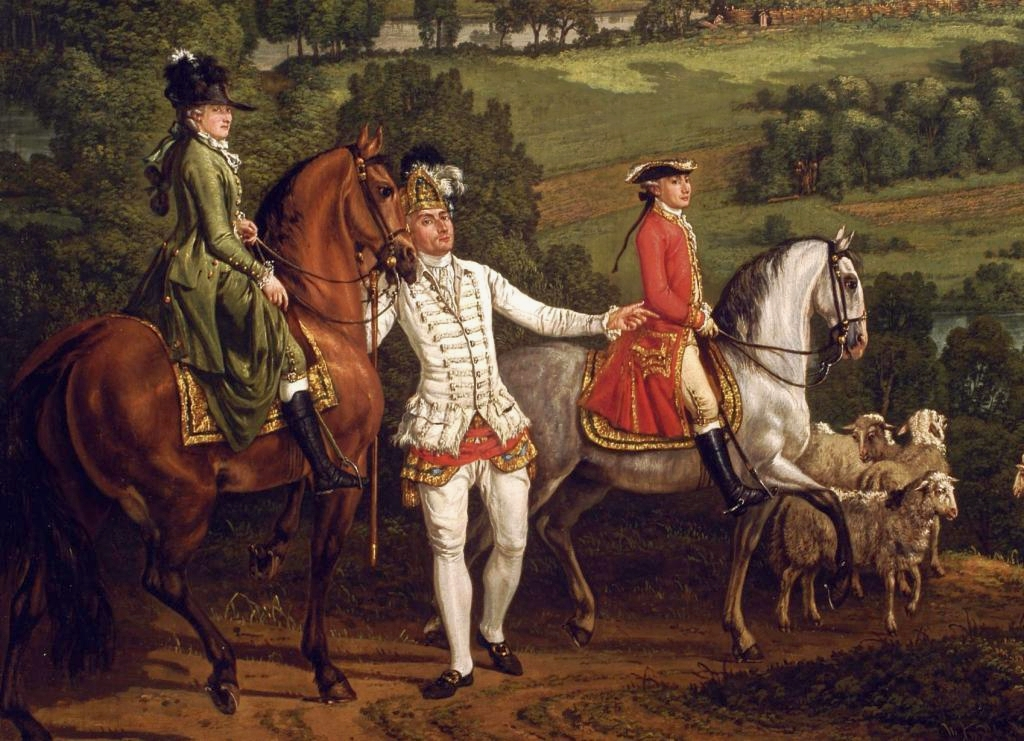
Анджей Понятовский с дочерью (1775)

В 1764 году Анджей Понятовский вернулся из Австрии в Польшу, где поддержал кандидатуру своего старшего брата, стольника великого литовского Станислава Понятовского, который был избран новым королём Речи Посполитой.
В 1765 году Анджей Понятовский был отправлен в качестве польского посла в Вену, где 10 декабря получил титул князя Священной Римской империи. 
Будучи австрийским офицером, Анджей Понятовский не мог представлять интересы Речи Посполитой при дворе австрийского императора, но польский король Станислав Август убедил австрийского канцлера Антона Венцеля фон Кауница считать своего брата неофициальным посланником. При поддержке сардинского и английского послов Анджей Понятовский успешно выполнил порученную ему дипломатическую миссию. В 1771 году князь Анджей Понятовский был произведен в австрийские фельдмаршалы. 
Кавалер орденов Марии Терезии (1758), Святого Станислава (1765), Белого орла (1766) и Святого Михаила. Скончался в 1773 году в Вене от туберкулеза.

## Семья и дети
3 мая 1761 года Анджей Понятовский женился на австрийской графине Марии Терезе Кински фон Вхинитц унд Теттау (1736—1806). Дети:
- Мария Тереза Понятовская (1760—1834), жена с 1778 года рефендаря великого литовского Винцента Тышкевича (1757—1816)
- Юзеф Антоний Понятовский (1763—1813), полковник австрийской армии (1786), генерал-майор польской армии (1789), генерал-лейтенант польской армии (1792), военный министр и главнокомандующий армией Варшавского герцогства, маршал Франции (1813).